# النظم الحاسوبية للوسائط المتعددة
النظم الحاسوبية للوسائط المتعددة (Computer Multimedia Systems)

## التعريف
تخصص النظم الحاسوبية للوسائط المتعددة يهتم بإكساب الطالب المهارات والمعرفة اللازمة لتصميم البرمجيات والنظم المرئية والسمعية، والمواقع الإلكترونية باستخدام تقنيات الوسائط المتعددة وأيضا الإعلام وصناعة السينما والتلفزيون والرسوم المتحركة والألعاب وغيرها من وسائل التسلية. ويعتبر تخصص النظم الحاسوبية للوسائط المتعددة أحد أهم تخصصات تكنولوجيا المعلومات ويدرس بطرق مختلفة في دول العالم المتقدمة بتسميات مثل نظم التصميم الجرافيكي، علم الرسم الحاسوبي وتصميم الألعاب ووسائل الترفيه.

## المجالات المعرفية
- أدوات التصميم الجرافيكي.
- الرسم بالحاسوب.
- الإنترنت وتصميم المواقع والمعاملات الإلكترونية.
- الأنظمة الرقمية للصوت والصورة.
- تصميم الألعاب وافلام الكرتون.
- أنظمة الوسائط المتعددة وبرمجتها.
- الأنظمة التفاعلية وتطبيقاتها.
- نظم التعليم الإلكتروني ووسائطه.
- هندسة البرمجيات وتحليل وتصميم نظم المعلومات.
- مفاهيم أساسية في الحاسوب.

## مجالات العمل
- شركات صناعة البرمجيات المتخصصة في الوسائط المتعددة.
- صناعة برمجيات الألعاب.
- المؤسسات الإعلامية مثل الصحافة والإذاعة والتلفزيون.
- شركات صناعة السينما.
- شركات تصميم وإدارة مواقع الإنترنت.
- شركات إنتاج نظم الواقع الافتراضي والمحاكاة لمختلف التطبيقات العلمية والصناعية والتجارية.
- شركات إنتاج وسائط التعليم والتعلم.
- مؤسسات التعليم والتعليم العالي ضمن برامج التعليم الإلكتروني.
بالإضافة إلى ذلك فإن الخريجين يتمتعون بالمجالات المعرفية الأساسية لعلم الحاسوب مما يمكنهم من إيجاد فرص عمل ضمن تخصصات الحاسوب كما يمكن للخريجين استكمال دراساتهم العليا في التخصص في جامعات عالمية مرموقة.